# ماهر المعيقلي
ماهر بن حمد بن معيقل المعيقلي البلوي (ولد 7 يناير 1969م)، إمام وخطيب المسجد الحرام وحاصل على شهادة الدكتوراه من جامعة أم القرى في مكة المكرمة. يتميز الشيخ بصوته العذب وقراءته المتقنة للقرآن الكريم. صدرَت الموافقة الملكية على تولِّيه إلقاءَ الخُطبة والصلاة يوم عرفة بمسجد نَمِرَة لعام 1445هـ/ 2024م، ليكون الخطيب الخامس عشر من خطباء عرفة في العهد السعودي.

## سيرته
حفظ القرآن الكريم، ودرس في كلية المعلمين في المدينة المنورة، وتخرج منها معلمًا لمادة الرياضيات، وانتقل للعمل بمكة المكرمة معلمًا، ثم أصبح مرشدًا طلابيًّا في مدرسة «الأمير عبد المجيد» بمكة المكرمة.
حاصِل على درجة الماجستير سنة 1425هـ، في فقه الإمام أحمد بن حنبل، بعنوان: "مسائل الإمام أحمد الفقهية برواية عبد الملك الميموني"، من كلية الشريعة بجامعة أم القرى، وحصل فيها على تقدير ممتاز. وحصل على درجة الدكتوراه في الفقه الشافعي بدرجة امتياز مع مرتبة الشرف الأولى عام 1434هـ من جامعة أم القرى، وهو تحقيق كتاب (تحفة النبيه شرح التنبيه) في الحدود والأقضية للإمام أبو إسحاق الشيرازي. ويعمل كأستاذ مساعد بقسم الدراسات القضائية بكلية الدراسات القضائية والأنظمة بجامعة أم القرى، ويشغل منصب وكيل الكلية للدراسات العليا والبحث العلمي.

## المصحف المرتل
عامَ 2006م، سجَّل ماهر المعيقلي المصحف المرتل المشترك لإذاعة وتلفزيون السعودية، بالاشتراك مع الشيخ محمد السيد ضيف. وكان هذا المصحف الأول الذي يتم تسجيله للإذاعة وللتلفزيون في آن واحد.

## إمامته للمصلين
- تولى إمامة وخطبة جامع السعدي بحي العوالي بمكة المكرمة.
- وتولى إمامة المصلين بالمسجد النبوي الشريف خلال شهر رمضان المبارك في العامين 1426هـ و1427هـ.
- وتولى إمامة المصلين في صلاتي التراويح والتهجد بالمسجد الحرام خلال شهر رمضان المبارك عام 1428هـ وعُيِّن إمامًا رسميًّا للمسجد الحرام في ذلك العام وحتى الآن.
- إمام وخطيب صلاة عيد الأضحي في المسجد الحرام عام 1446هـ/ 2025م.[6]

## مؤلفاته
له من المصنفات:
- مسائل الإمام أحمد بن حنبل الفقهية برواية عبدالملك بن عبد الحميد الميموني في ربع العبادات: جمعًا ودراسة.[8]
- مسائل الإمام أحمد بن حنبل الفقهية برواية الحسن بن ثواب في كتابي الطهارة والصلاة: جمعًا ودراسة ومقارنة بالمذهب.[9] وغيرهم

## وصلات خارجية
- القرآن الكريم بصوت القارئ ماهر المعيقلي.
- صفحته على موقع mp3quran.
- قناته على يوتيوب.
- صفحته على تي في قرآن.
- صفحته على موقع طريق الإسلام.
- صفحته الصوتية.